# Neurotoxicitat
La neurotoxicitat apareix quan hi ha una exposició a les neurotoxines, unes substàncies que poden ser naturals o artificials, que alteren l'activitat normal del sistema nerviós d'una manera que causen dany als teixits nerviosos. Això eventualment pot fer funcionar malament o matar les neurones.
La neurotoxicitat pot ser el resultat de les substàncies usades en quimioteràpia, abús de drogues, trasplantament d'òrgans, exposició a metalls pesants, alguns aliments, additius alimentaris, pesticides, alguns solvents, alguns cosmètics i algunes substàncies naturals.
Els símptomes poden aparèixer de seguida o de manera retardada. Poden incloure debilitat dels membres, pèrdua de memòria, visió o intel·lecte, comportament obsessiu o compulsiu, maldecap, disfunció sexual, etc.

## Algunes neurotoxines
Una neurotoxina és una toxina que actua específicament en les cèl·lules nervioses, normalment per interaccionació amb les proteïnes de les membranes.
- Beta amiloide (Aβ)pot causar neurotoxicitat i mort cel·lular en el cervell en altes concentracions. Apareix per mutació de les proteïnes.
- Glutamat en alta concentració és tòxic per les neurones del cervell.
- Radicals d'oxigen al cervell per la via de la sintetasa de l'òxid nítric (NOS)

## Prognosi
La prognosi depèn de la intensitati durada de l'exposició i la severitat del mal. En alguns casos pot ser fatal, en altres els pacients poden no recuperar-se completament, en altres la recuperació és total.